# Vicent Tomàs i Martí
Vicent Tomàs i Martí, né à Artana en 1890 et mort en 1924, est un homme politique et écrivain valencien.

## Biographie
Il étudie la médecine à Barcelone puis rentre à Valence et participe en 1919 à la fondation de l'Agrupació Nacionalista Escolar et de la Lliga de Solitaris Nacionalistes, dont les programmes sont basés sur la revendication du valencien et la défense des intérêts des paysans valenciens. Il collabore également avec Pàtria Nova et La Correspondencia de Valencia, organe de l'Unió Valencianista Regional.
Il s'oppose à la dictature de Primo de Rivera et dirige en 1923 avec Adolf Pizcueta une scission de Joventut Valencianista, qui se rapproche idéologiquement du PSOE grâce aux relations amicales du dernier avec le dirigeant socialiste valencien Isidre Escandell i Úbeda. Il fonde également le journal El Crit de la Muntanya en 1922. Il meurt prématurément du typhus en 1924.

## Œuvres
- Flor de drap (1920)
- Campanes de la meva terra (1920)